# Speocera jacquemarti
Speocera jacquemarti es una especie de arañas araneomorfas de la familia Ochyroceratidae.

## Distribución geográfica
Es endémica de la isla Isabela, en las islas Galápagos (Ecuador).